# Alexandre-François de Senarmont
Pour les articles homonymes, voir Hureau et Famille de Sénarmont.
Alexandre-François Hureau de Senarmont, né le 20 juin 1732 à Chartres (Eure-et-Loir), paroisse Saint-Aignan, et mort le 27 septembre 1805 à Morancez (Eure-et-Loir), est un général français de la Révolution et de l’Empire.

## Biographie

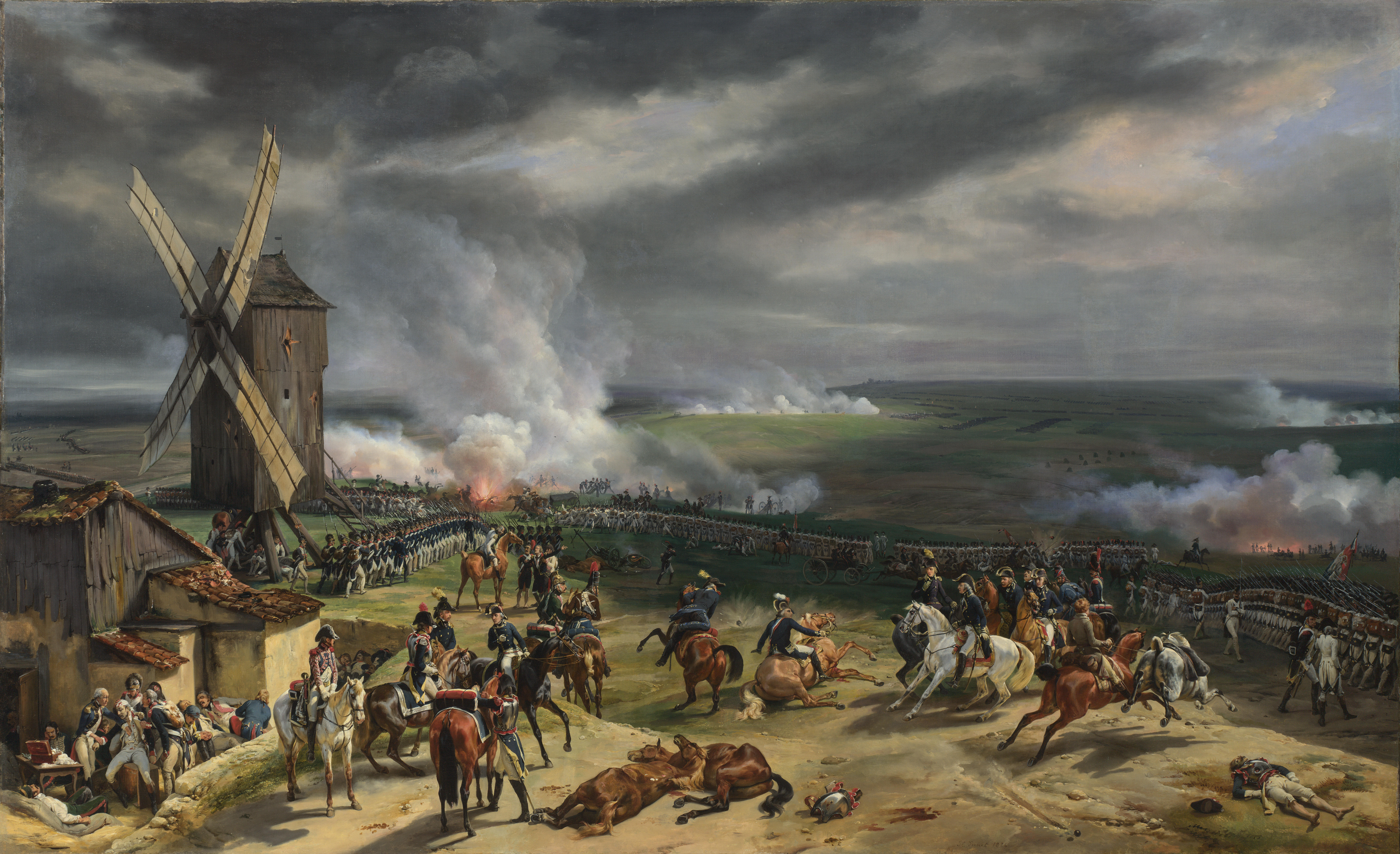
"La bataille de Valmy" par Horace Vernet, 1826, National Gallery, Londres, la version du château de Versailles est une copie de Mauzaisse de 1835

Il est le fils de Claude Alexandre Hureau, écuyer, sieur de Senarmont, né à Chartres, paroisse Saint-Saturnin le 29 septembre 1684, capitaine d'infanterie au régiment d'Ouroy, chevalier de Saint-Louis, blessé d'un coup de feu à la bataille de Malplaquet en 1709 et tué par un boulet de canon le 10 octobre 1735 près de Spire, et de Marie Anne Adrienne Mathurine Rosse du Rosel, morte en 1747, fille de René Rosse, écuyer, sieur du Rosel, fourrier du Roi, demeurant à Dreux où il est décédé en 1753, domiciliée à Chartres, rue des Grenets, paroisse Saint-Aignan.
Il entre en service le 1er septembre 1747 et fait la campagne de 1748 dans la Flandre hollandaise. En 1753, il est officier avec son frère Jean Jacques dans le régiment royal artillerie, bataillon de Soucy, en garnison à Metz. En 1759, il est sous-aide major au corps royal d'artillerie. Il participe aux batailles de Willingshausen, Groningen et Freiberg en 1762. En 1763 il est nommé major au corps royal d'artillerie, brigade de Sobrevois. En 1767, il est capitaine aide-major au régiment de Toul. 
Il se fait également appeler Hureau des Grenets avant son anoblissement, en même temps que son frère, Alexandre Claude Charles René Hureau de Sénarmont (1728-1789), capitaine au régiment de Vaubécourt (1759), par lettres patentes de Louis XVI en novembre 1777.
Devenu chef de brigade au régiment d'artillerie de Besançon le 1er février 1782, il embarque à Brest pour l'Inde sur l'escadre de Suffren. Il sert aux première  puis deuxième bataille de Gondelour et à celle de Trinquomalé et rentre en France, à Dreux, en 1786. Lors de la disette de 1789, mandaté par la municipalité de Dreux, il se démène pour obtenir 100 sacs de grains pour les habitants.
Commandant en chef de l'artillerie de l'armée du Rhin sous les ordres de d'Aboville et de l'armée du Centre sous les ordres de Kellermann. Il est promu maréchal de camp le 18 juillet 1792, et il est grièvement blessé à la bataille de Valmy le 20 septembre 1792. Il est élevé au grade de général de division à l'armée d'Italie le 8 mars 1793, et il est admis à la retraite le 4 septembre 1793. 
Il est fait chevalier de la Légion d'honneur le 29 mars 1805.
Il est représenté sur le tableau d'Horace Vernet La Bataille de Valmy : au centre, blessé, porté par deux soldats. Le tableau original de Horace Vernet (1826) est à la National Gallery à Londres, une copie de 1835, se trouve au château de Versailles.
La maison qu'il possédait à Dreux 19, rue Godeau (alors appelée rue Evêché), construite en 1786, dans laquelle il demeurait depuis sa retraite en 1793, propriété de ses beaux-parents et dont sa femme avait hérité, fut détruite en 1967.
Il meurt dans sa terre de Voisins, commune de Morancez, le 27 septembre 1805.

## Famille et descendance
Alexandre François Hureau de Sénarmont a deux frères et une sœur :
- Alexandre Claude Charles René Hureau de Sénarmont (1724-1789), capitaine au régiment de Montboissier qui prendra le nom de régiment de Joyeuse en 1751 et de régiment de Vaubécourt en 1755, marié avec Hélène Leveillard. Anobli avec son frère par lettres patentes de Louis XVI en novembre 1777.
- Anne Marie Hureau, décédée en 1744[13].
- Alexandre Jean Jacques Hureau du Rozel, né en 1735, sous-lieutenant dans le régiment royal d'artillerie, bataillon de Soucy, mort sans postérité au Havre le 8 mai 1758 à l'âge de 22 ans[14].

Le 21 février 1760, Alexandre-François de Sénarmont épouse à Dreux, en l'église Saint-Pierre, Marie Leveillard, fille de Guillaume Leveillard, médecin de Dreux, avec laquelle il a trois enfants :
- Guillaume Hureau de Senarmont, capitaine de cavalerie, mort en septembre 1790, ses obsèques ont lieu à Dreux le 25 septembre 1790 ;
- Alexandre-Antoine Hureau de Senarmont (1769-1810);
- Amédée de Senarmont, né en 1773, père du physicien Henri Hureau de Sénarmont .

## Sources
- « Cote LH/2787/56 », base Léonore, ministère français de la Culture
- Les deux généraux De Senarmont, Maurice Girod de l'Ain